# Nanpiao
Nanpiao (en chino, 南票; pinyin, Nánpiào) es un distrito urbano bajo la administración directa de la Prefectura Huludao  en la Provincia de Liaoning, República Popular China.  Su área es de 992 km² y su población total para 2010 superó los 120 mil habitantes. 

## Administración
Desde julio de 2023, el  Distrito Nanpiao  se divide en 16 pueblos que se administran en 6 subdistritos, 6   poblados y 4 villas.